# Sophie Dodemont
Sophie Dodemont (Pont-Sainte-Maxence, 30 agosto 1973) è un'arciera francese.

## Palmarès
- Giochi olimpici

Pechino 2008: bronzo a squadre femminile.
- Mondiali

Belek 2013: bronzo a squadre femminile.
- Giochi europei

Minsk 2019: bronzo nella gara individuale di compound.